# Grote Pastorie

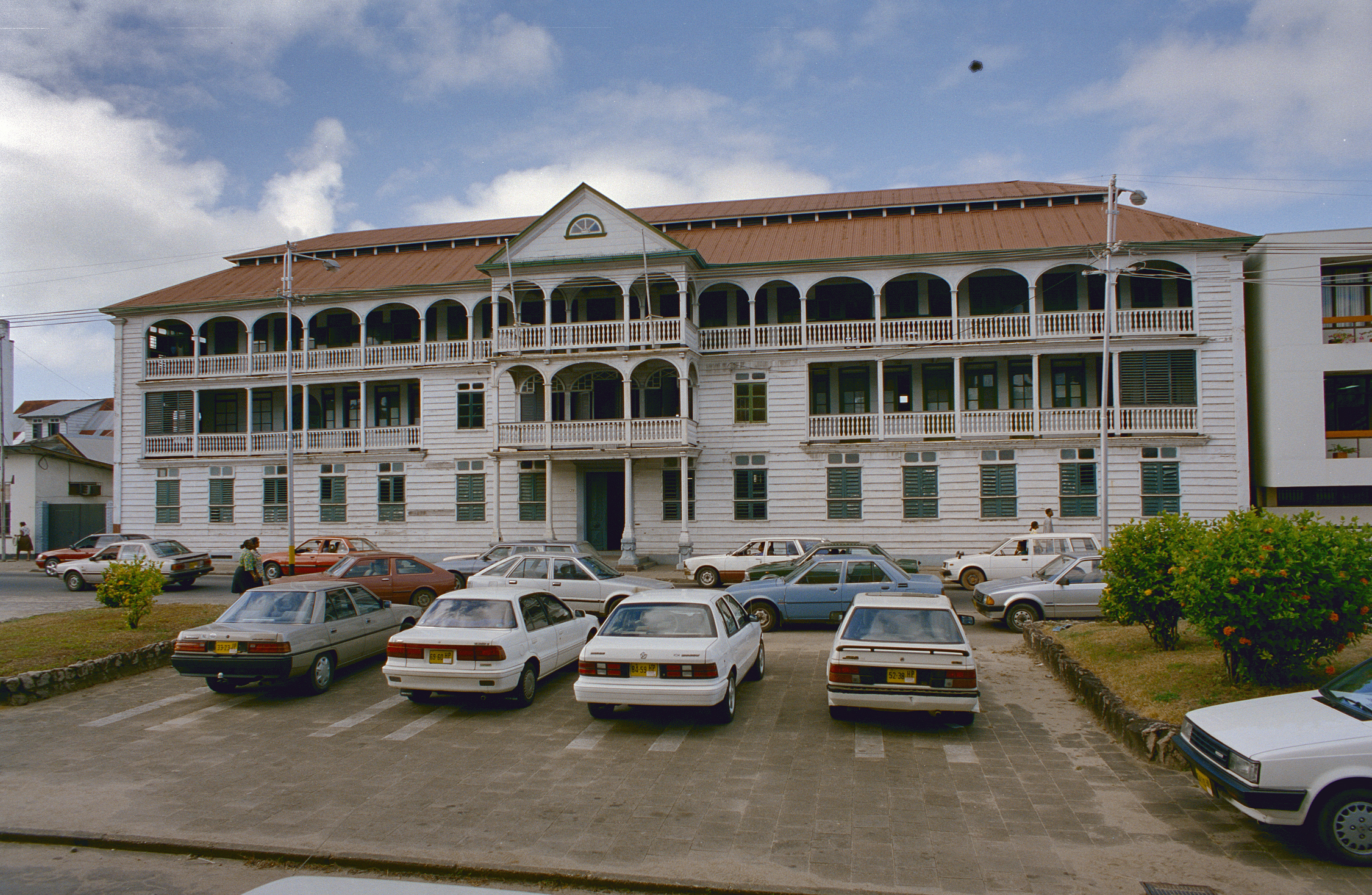
De Grote Pastorie aan de Henck Arronstraat bood tussen 2006 en 2018 onderdak aan de Nationale Volksmuziekschool.

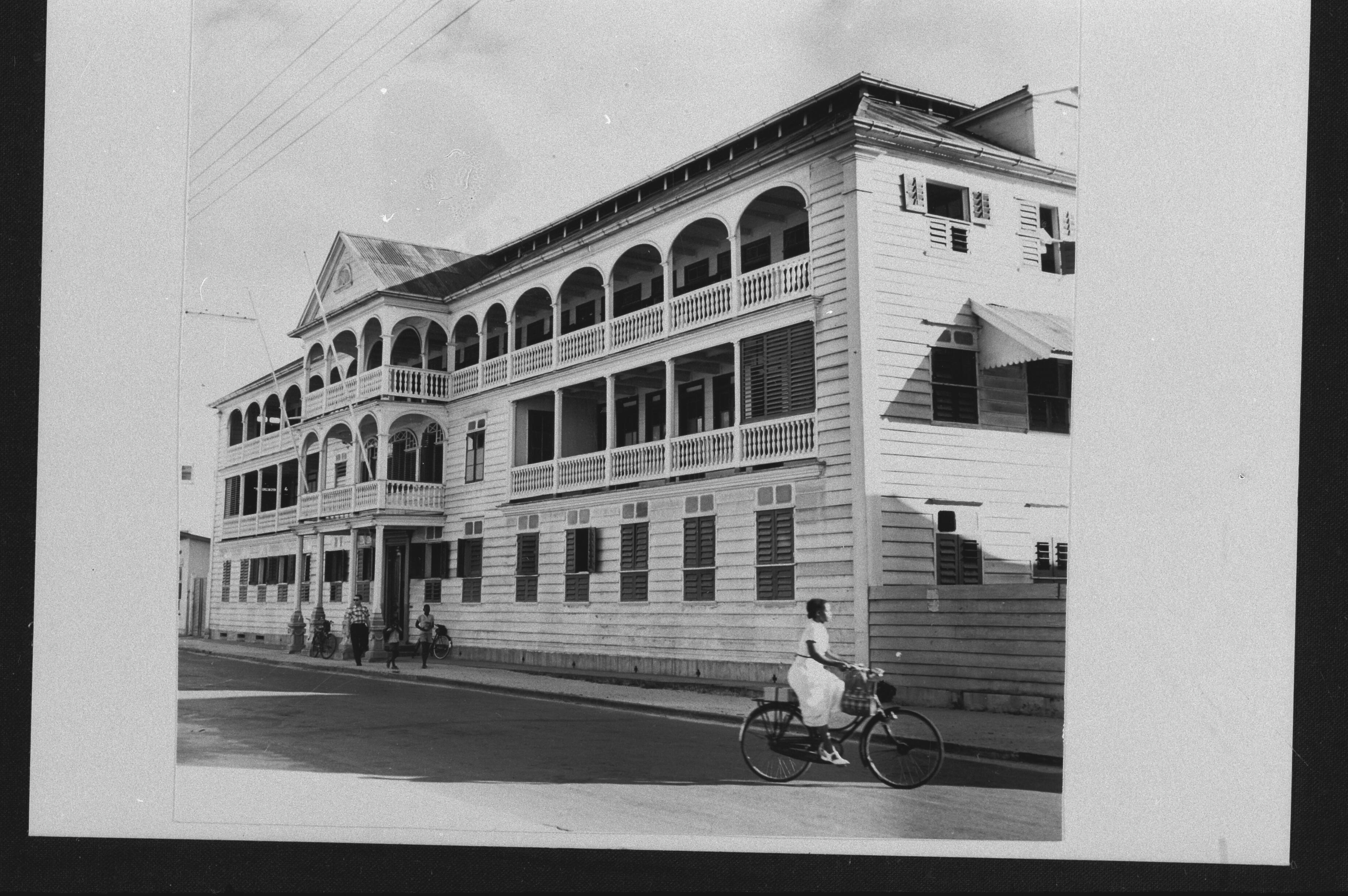
De Grote Pastorie in 1961.

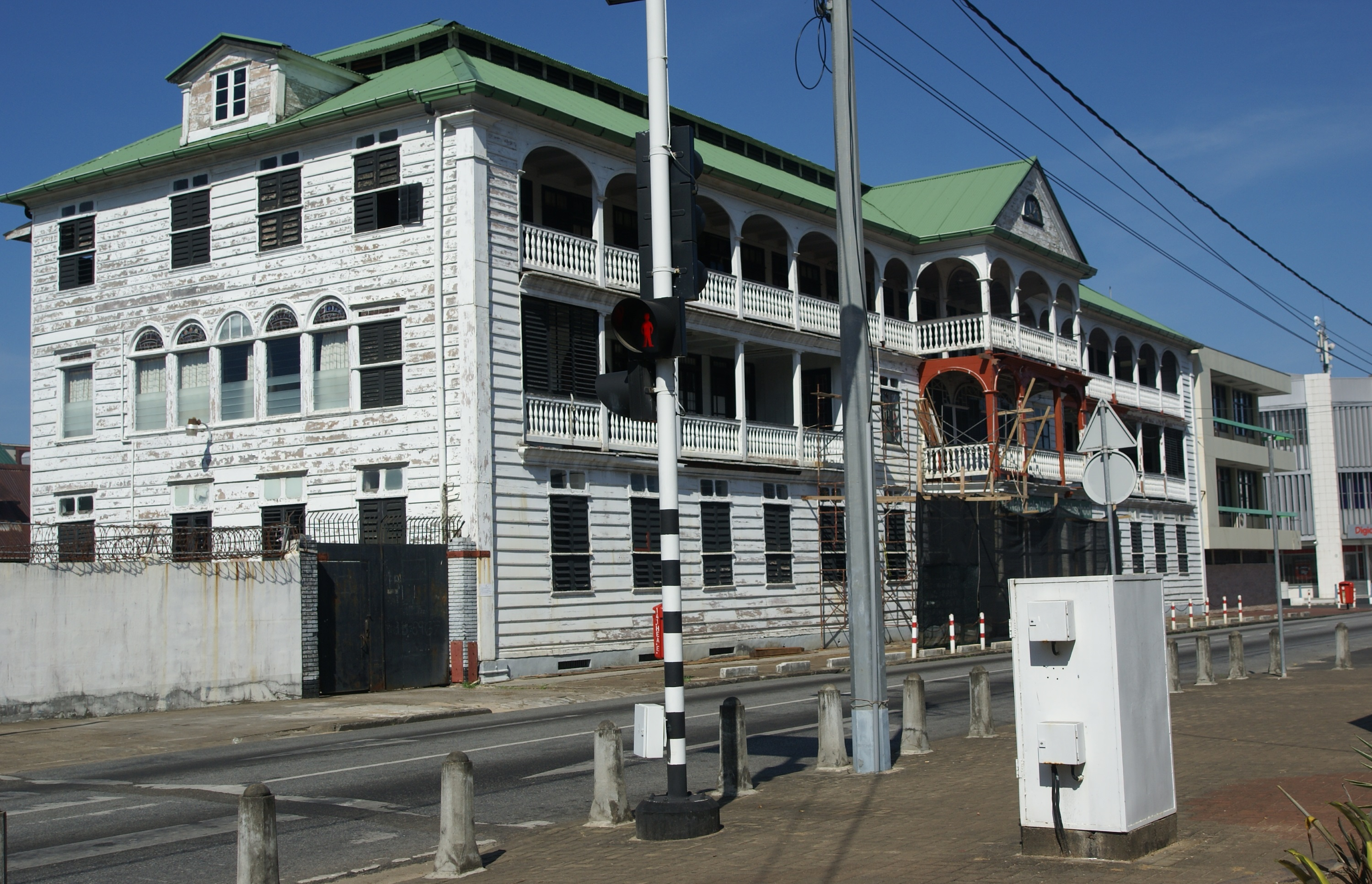
De Grote Pastorie vanaf de oostzijde gezien (2016).

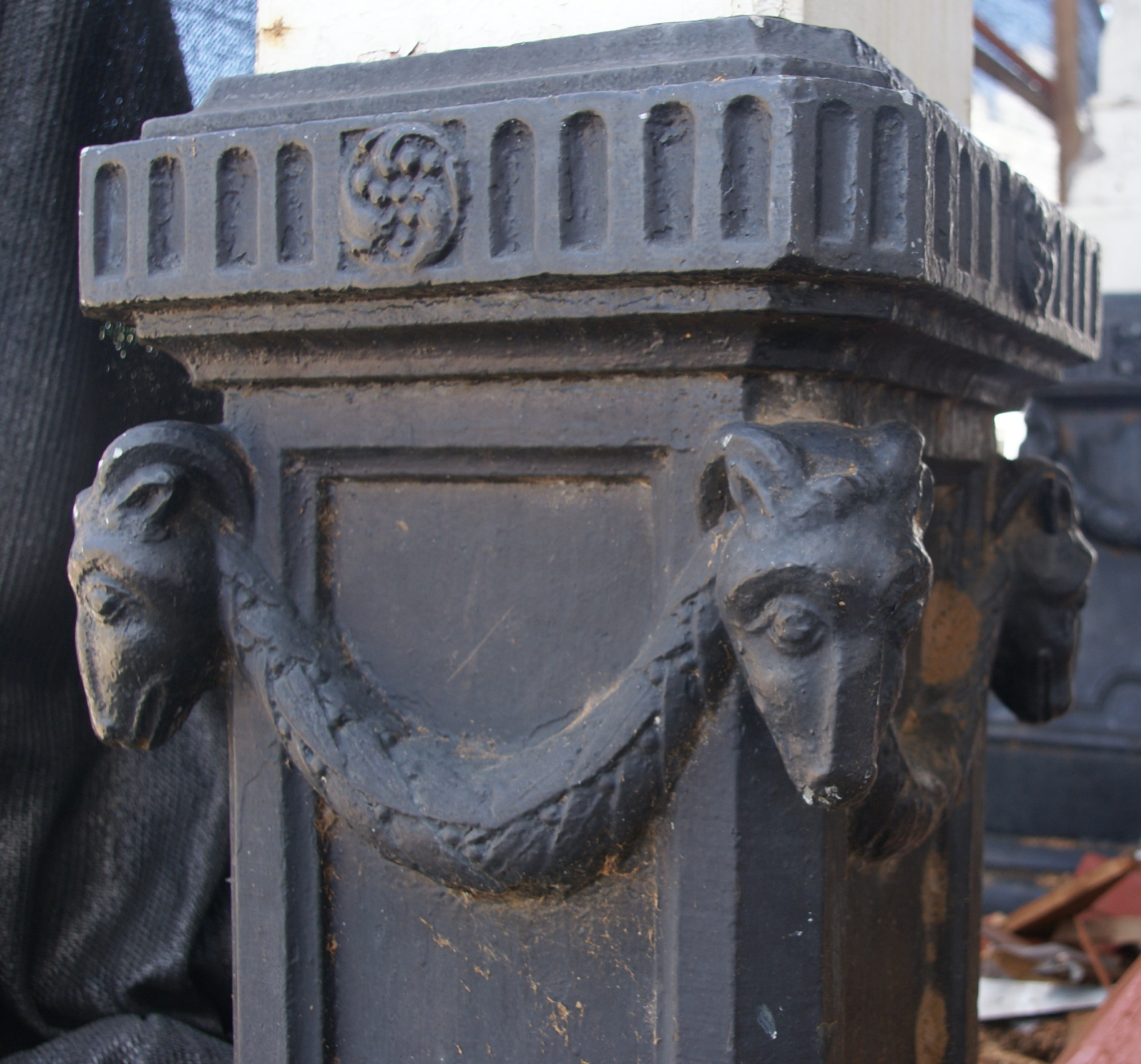
Een van de versierde vierkante kolommen die de middenpartij dragen.

De Grote Pastorie, ook Patershuis genoemd, is een negentiende-eeuws gebouw dat tot rond 1990 in gebruik was als pastorie voor de Sint-Petrus-en-Pauluskathedraal, gelegen aan de Henck Arronstraat 21 in Paramaribo, Suriname. Dit gebouw is onderdeel van de historische binnenstad van Paramaribo, die sinds 2002 door UNESCO aan de Werelderfgoedlijst is toegevoegd.

## Geschiedenis
Tussen 1863 en 1873 kocht het bisdom Paramaribo een drietal naast elkaar liggende huizen aan de toenmalige Gravenstraat, tegenover de Sint-Petrus-en-Pauluskerk (toen nog geen kathedraal). In 1866 werden deze als pastorie in gebruik genomen. De panden werden verbouwd tot een geheel als pastorie en huisvesting voor de fraters redemptoristen. Alleen in 1865 verbleven zij tijdelijk elders, omdat de zusters van Roosendaal er even introkken. De zusters openden in 1866 hun eerste school. In 1916 werd het gebouw uitgebreid met een extra verdieping. Waarschijnlijk werd toen ook de vooruitstekende middenpartij verbreed van twee naar vier steunpilaren. Het gebouw bleef tot ongeveer 1990 in gebruik als pastorie, het aantal redemptoristen in Suriname was namelijk flink afgenomen. Na een provisionele restauratie vestigde zich er in 2006 de Nationale Volksmuziekschool. Het pand bleef eigendom van het bisdom. In 2018 verliet de Nationale Volksmuziekschool het pand, omdat deze stichting de huur wegens teruglopende (subsidie)inkomsten te hoog vond.

## Bouw
De Grote Pastorie is gelegen aan de zuidzijde van de Henck Arronstraat tegenover de Sint-Petrus-en-Pauluskathedraal.
Het gebouw is vijftien traveeën breed en heeft over het grootste deel van de voorgevel een inwendige galerij over twee verdiepingen. De vooruitstekende middenpartij steunt op vier vierkante kolommen en is bekroond met een fronton. Het pand heeft een paar grote dakhuizen aan de zijkanten. Het oudste deel van het gebouw dateert uit het eerste kwart van de negentiende eeuw. In het laatste kwart van de negentiende eeuw werd er een architectonische eenheid van gemaakt. Het gebouw telde onder meer 23 fraterkamers, een grote keuken, een woonkamer, een kapel en kantoren.

## Afbeeldingen

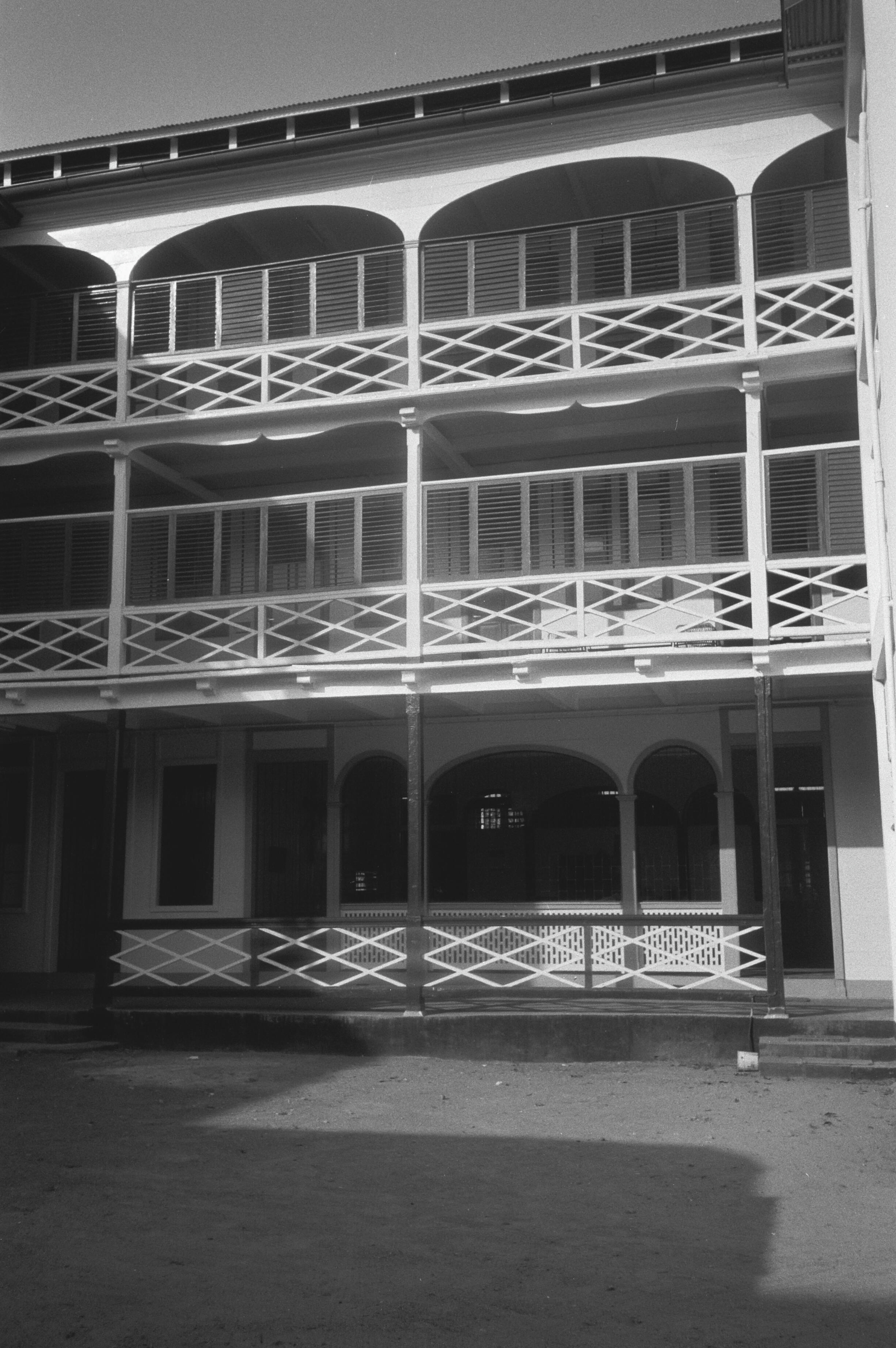
Achterzijde van het Patershuis
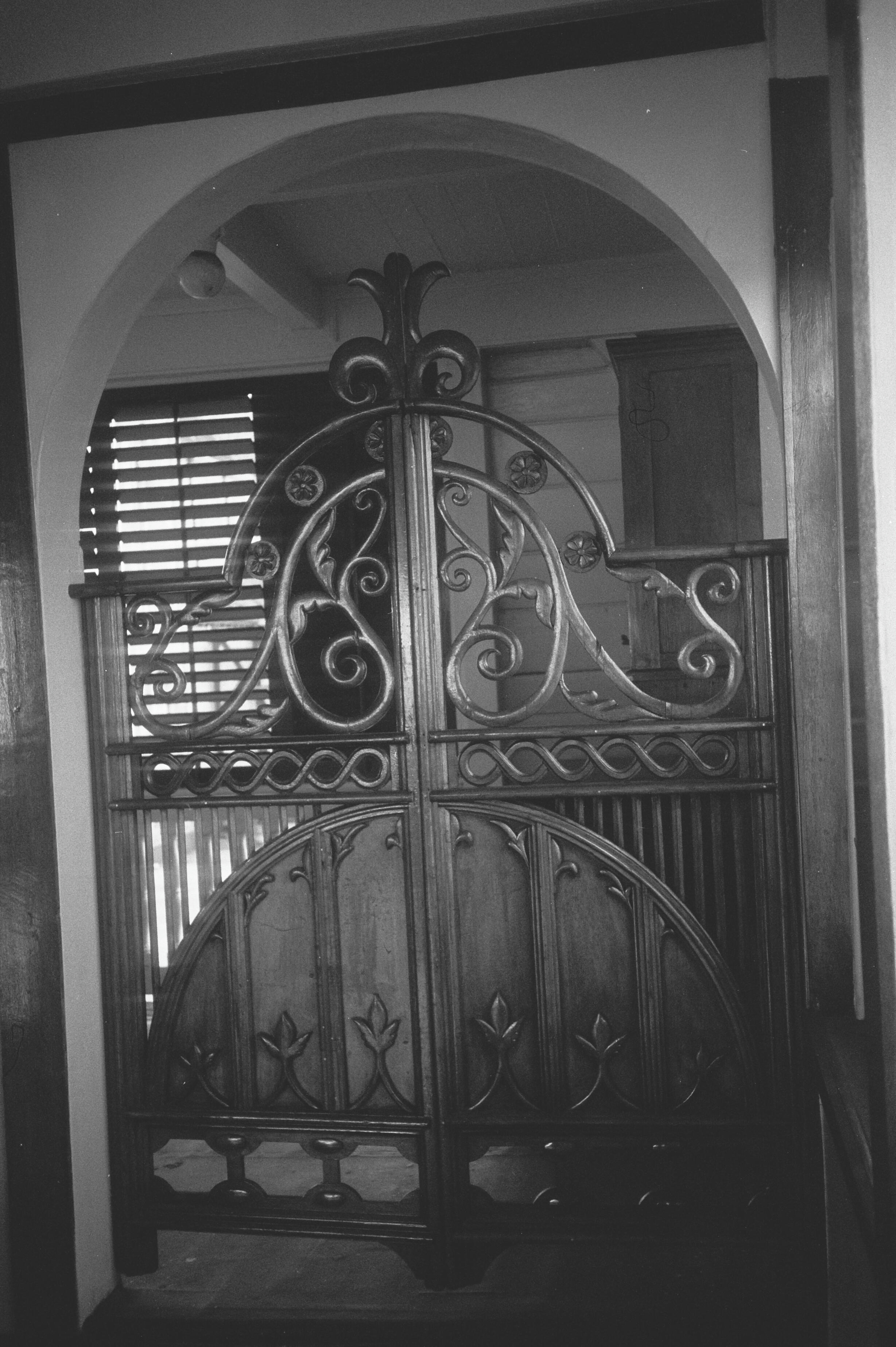
Detail van de kapel aan de achterzijde
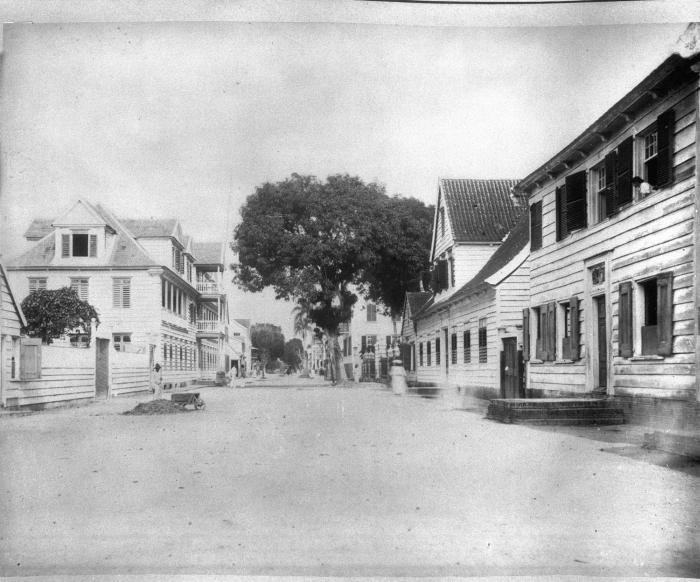
De rooms-katholieke pastorie aan de toenmalige Gravenstraat (links), circa 1880-1900.